# Ed van Thijn
Eduard (Ed) van Thijn (Amsterdam, 16 augustus 1934 – aldaar, 19 december 2021) was een Nederlands politicus en bestuurder. Namens de Partij van de Arbeid was hij onder meer minister van Binnenlandse Zaken, lid van de Tweede Kamer der Staten-Generaal, burgemeester van Amsterdam en lid van de Eerste Kamer der Staten-Generaal.

## Jeugd
Van Thijn groeide op in de Amsterdamse Rivierenbuurt. Na een bominslag in 1940 verhuisde het gezin naar Bussum. In 1942 werd de familie teruggestuurd naar Amsterdam onder druk van de bezetter. Begin 1943 kwamen hij en zijn moeder vanwege hun joodse afkomst terecht in het doorgangskamp Westerbork, vanwaar deportatie naar een vernietigingskamp vaak het eindpunt was. Zijn vader wist hen door middel van een list tijdig te bevrijden. Daarna volgde een periode van onderduiken. Hij zat in totaal op achttien adressen ondergedoken en kwam begin 1945 opnieuw in Westerbork terecht. Vanwege de algemene spoorwegstaking van 1944 was er geen treinverkeer meer; bovendien rukte de Sovjet-Unie op in Oost-Europa, dus werd hij niet op transport gesteld naar Duitsland of Polen. Toen de oorlog was afgelopen zat de elfjarige Ed nog in Westerbork waar hij werd aangesteld als bewapende bewaker van collaborateurs, die in groten getale in het kamp werden opgesloten.
Na de oorlog kwam het gezin al gauw weer in Bussum terecht, opnieuw op de Kamerlingh Onnesweg, aldaar zette Ed zijn schoolopleiding voort. Hij leed erg aan astma, maar haalde, ondanks die aandoening, goede cijfers, behalve voor het vak gymnastiek. Hij volgde het Christelijk Lyceum (nu Willem de Zwijger College) te Bussum, waar hij aanvankelijk onder meer een 10 voor godsdienst haalde, maar gaandeweg een steeds lastiger leerling bleek te zijn, die vaak de klas uitgestuurd werd. Wegens toenemende onhandelbaarheid liet zijn moeder hem transcraniële magnetische stimulatie ondergaan. Het huwelijk van zijn ouders verslechterde snel, tot en met lichamelijk geweld, waarbij Ed af en toe tussenbeide moest komen. Enkele jaren na de echtscheiding van zijn ouders verhuisde Ed met zijn moeder naar Amsterdam, waar hij op het Amsterdams Lyceum kwam, wat hem uitstekend beviel. Hij werd lid van allerlei clubs, medewerker van de schoolkrant en bleek uit te blinken in schaken en vooral roeien, ondanks zijn astma.
Van Thijn meldde zich bij het begin van zijn universitaire studie aan bij het Amsterdams Studenten Corps, waar hij jaargenoten trof als Frits Bolkestein, Dick Dolman en Erik Jurgens. Hij ging er ook intensief roeien bij de studentenroeivereniging Nereus, waar hij het bracht tot de tweede acht.
Na afronding van zijn studie politieke en sociale wetenschappen aan de Gemeentelijke Universiteit van Amsterdam kwam Van Thijn in dienst van de Wiardi Beckman Stichting, het wetenschappelijk bureau van de PvdA.

## Politiek

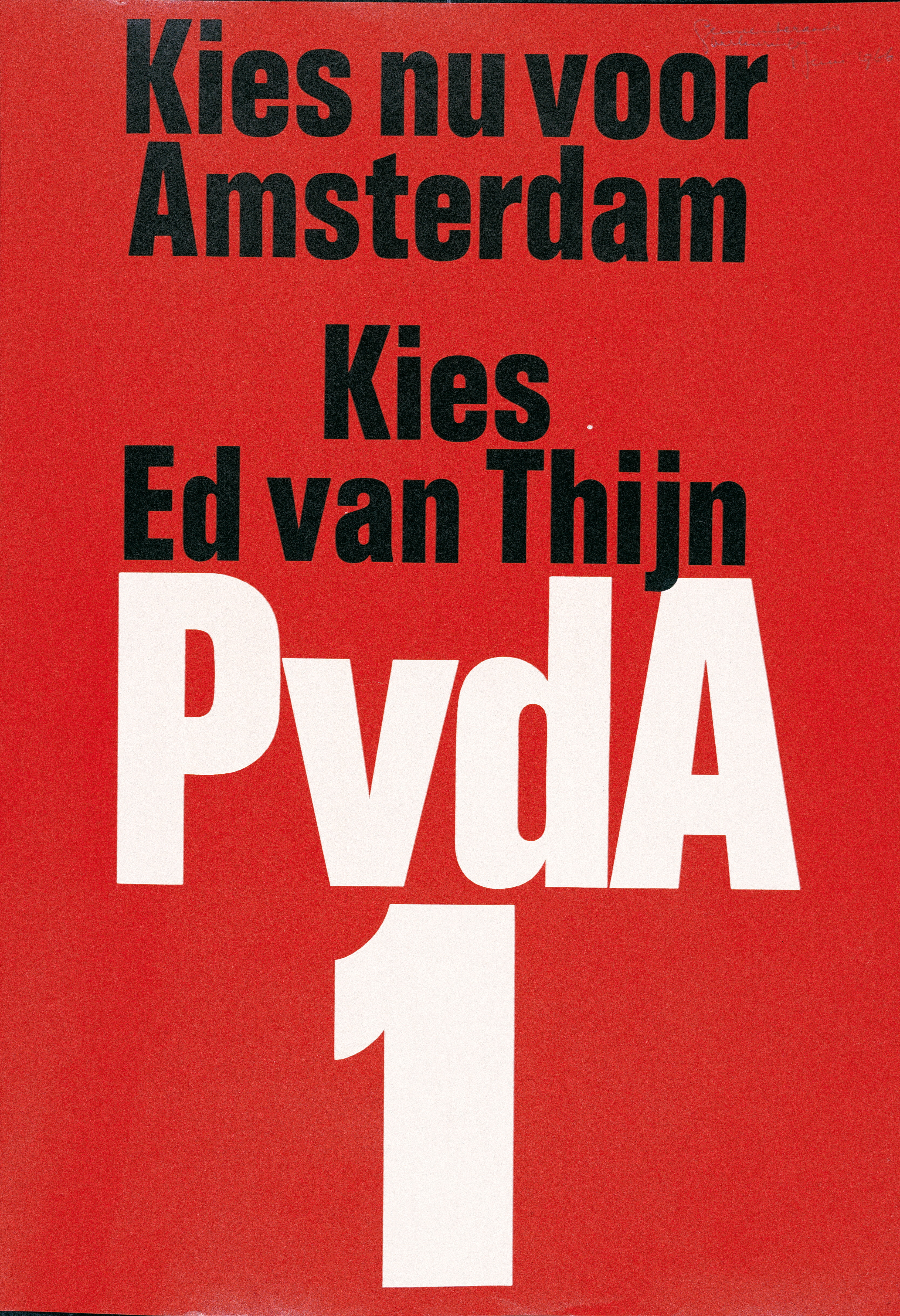
Campagneposter voor de gemeenteverkiezingen van 1966.

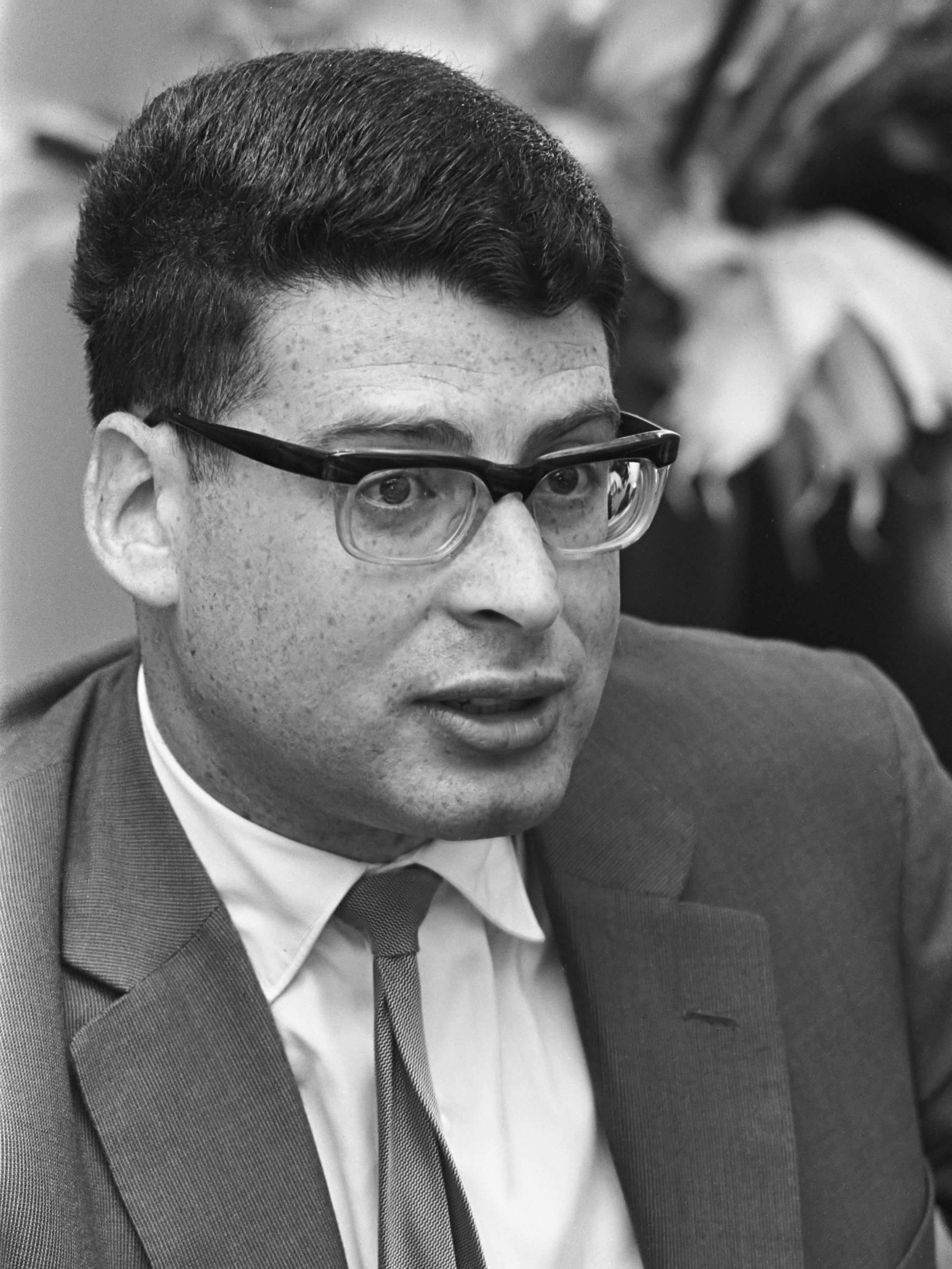
Ed van Thijn (1965).

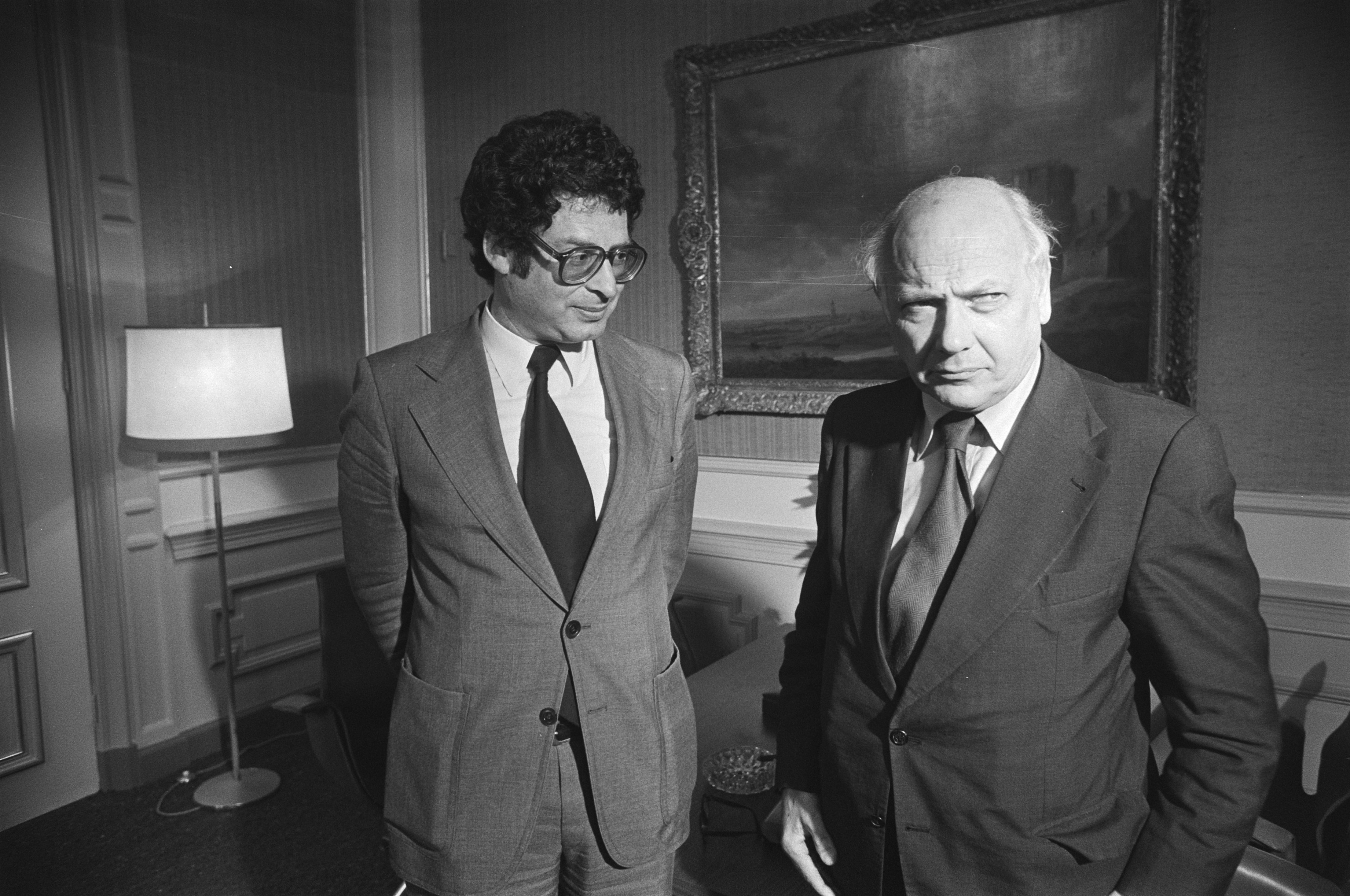
Met Joop den Uyl tijdens de kabinetsformatie van 1977.

### Tweede Kamer
Voor de PvdA ging Van Thijn de politiek in. Hij begon zijn politieke carrière als gemeenteraadslid in de gemeente Amsterdam. Daarna werd hij lid van de Tweede Kamer. Hierin had hij de taak van woordvoerder voor staatkundige vernieuwing. In 1971 was hij schaduw-minister van Verkeer in het schaduwkabinet-Den Uyl. Hij had het idee voor een schaduwkabinet zelf voorgesteld.
Ten tijde van het centrumlinkse kabinet-Den Uyl was hij fractievoorzitter. Na de verkiezingen in 1977 - waarbij de PvdA 10 zetels won - speelde hij een belangrijke rol in de kabinetsformatie. In 1981 was hij informateur en vervolgens formateur. In het daarop gevormde kabinet-Van Agt II bekleedde hij de post van minister van Binnenlandse Zaken.

### Burgemeester

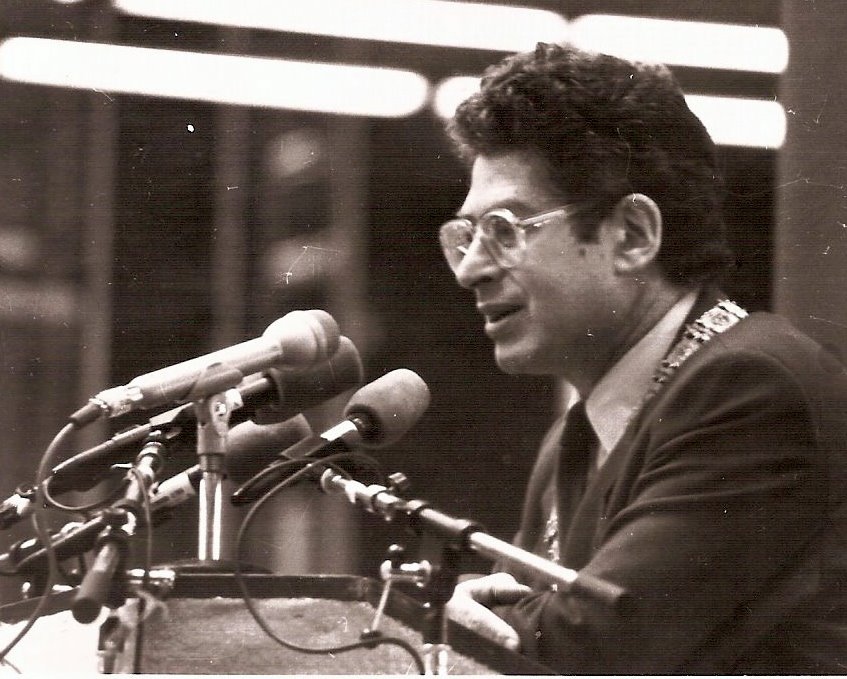
Ed van Thijn opent als burgemeester het World Trade Center (Amsterdam) in 1985.

Van 1983 tot 1994 was Van Thijn burgemeester van de gemeente Amsterdam. In de nacht van 6 op 7 november 1985 poogde de actiegroep 'Autonome Cellen Nederland' (mogelijk dezelfde als het Militant Autonomen Front) een aanslag te plegen op de ambtswoning van Van Thijn. Er werden twee zware brandbommen geplaatst in het pand ernaast tegen de muur aan, naar eigen zeggen op een meter van zijn hoofdkussen. Volgens de Explosievenopruimingsdienst zouden de bommen, wanneer ze waren afgegaan, de hele voorgevel eruit hebben geblazen. Op het laatste moment werd telefonisch gewaarschuwd voor de bommen. Van Thijn werd pas een half uur nadat de bommen hadden moeten afgaan uit zijn bed gehaald door de politie. De aanslag was waarschijnlijk een reactie op de vermeende verantwoordelijkheid van Van Thijn voor de dood van de drugsverslaafde kraker Hans Kok in een politiecel, twee weken eerder, waarna in de stad leuzen als 'Van Thijn moordenaar' en 'Van Thijn Van Zwijn' verschenen.
Tevergeefs deden Van Thijn en Amsterdam een poging om de Olympische Spelen van 1992 naar de Nederlandse hoofdstad te halen. Van Thijn deed daarvan wekelijks verslag in weekblad Vrij Nederland.
Het was onder Van Thijns bewind dat de schrijver en Amsterdammer Willem Frederik Hermans in 1986 tot persona non grata werd verklaard na een bezoek aan Zuid-Afrika tijdens de culturele boycot.
In het kabinet-Lubbers III kwam hij na het overlijden van Ien Dales voor korte tijd terug als minister van Binnenlandse Zaken (18 januari 1994 tot 27 mei 1994); dat hij vrij snel weer terugtrad hing samen met het feit dat hij struikelde over de IRT-affaire. In 1995 werd Van Thijn door de Stichting Kunstenaarsverzet 1942-1945 gelauwerd met de Verzetsprijs van de Stichting Kunstenaarsverzet.

### Eerste Kamer

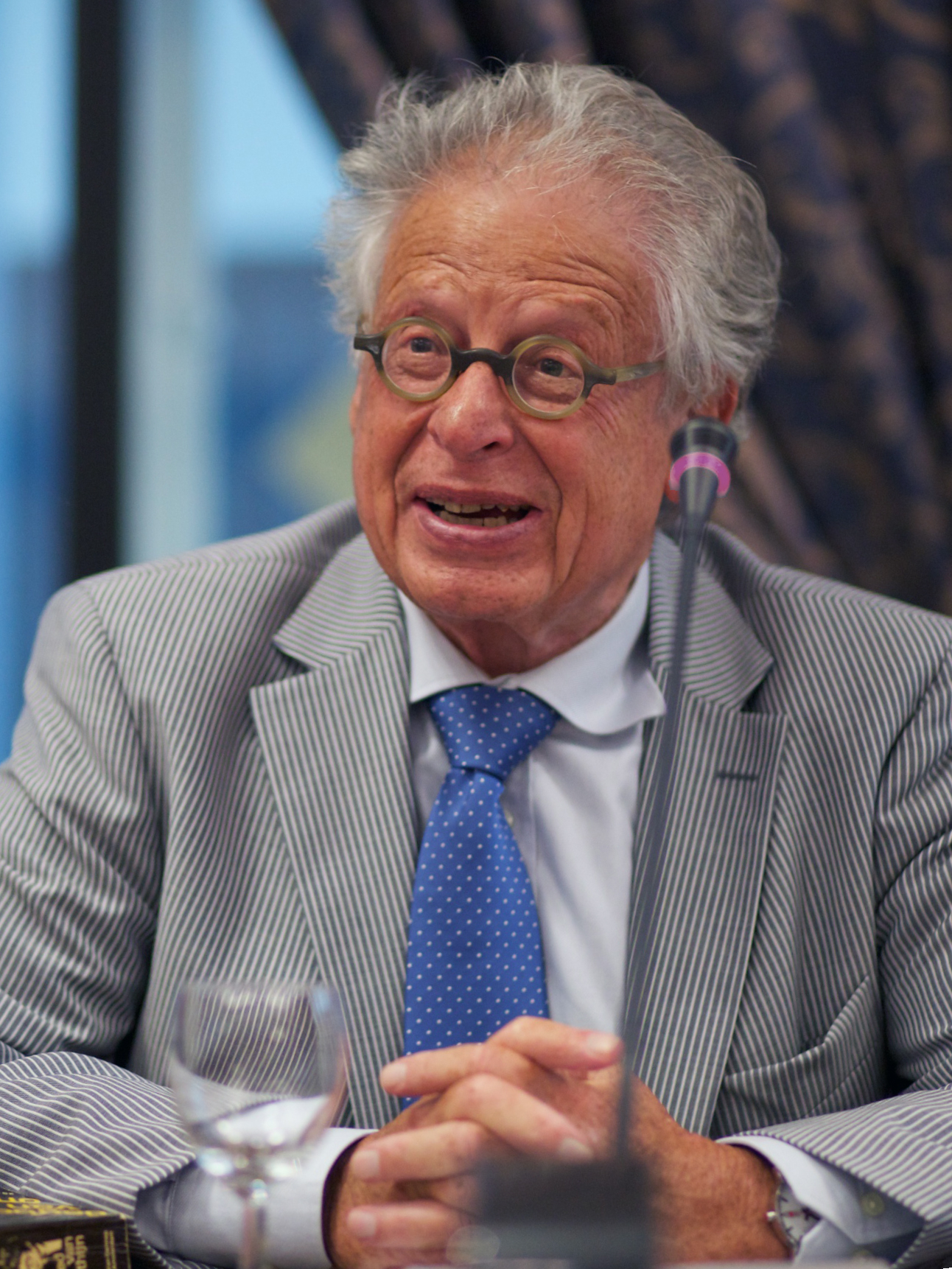
Ed van Thijn in 2010.

Van Thijn was van 1999 tot 2007 lid van de Eerste Kamer, waarbij hij onder meer belast was met het woordvoerderschap over buitenlandse zaken. Als woordvoerder van de PvdA-fractie op een onderwerp dat echter betrekking had op binnenlandse zaken veroorzaakte hij op 22 maart 2005 mede de 'Nacht van Van Thijn': bij de behandeling van de tweede lezing van het wetsvoorstel tot het schrappen uit de grondwet van de door de Kroon benoemde burgemeester, stemde zijn fractie tegen, waarmee het voorstel werd verworpen. Als reden gaf hij op dat de PvdA-fractie - net als de fracties van GroenLinks en de SP - het niet eens was met de snelheid waarmee het kabinet de door het volk gekozen burgemeester wilde invoeren. De volgende dag nam de minister voor Bestuurlijke Vernieuwing, Thom de Graaf (D66), ontslag.

## Privé
Van Thijn was sinds 1992 getrouwd met Odette Taminiau, zijn derde huwelijk. Hij kreeg twee kinderen uit zijn eerste huwelijk; één daarvan is actrice Marion van Thijn, die in de Nederlandse film De Kassière speelde. In de jaren 70 had Van Thijn een langdurige relatie met politica Hedy d'Ancona. Van 1983 tot 1990 was hij getrouwd met het toenmalige Tweede Kamerlid voor de PvdA en latere minister Eveline Herfkens.
Alhoewel hij niet van godsdienstigen huize was, oriënteerde hij zich de laatste jaren op het liberaal-joodse geloof.
Van Thijn overleed in december 2021 op 87-jarige leeftijd.

## Publicaties

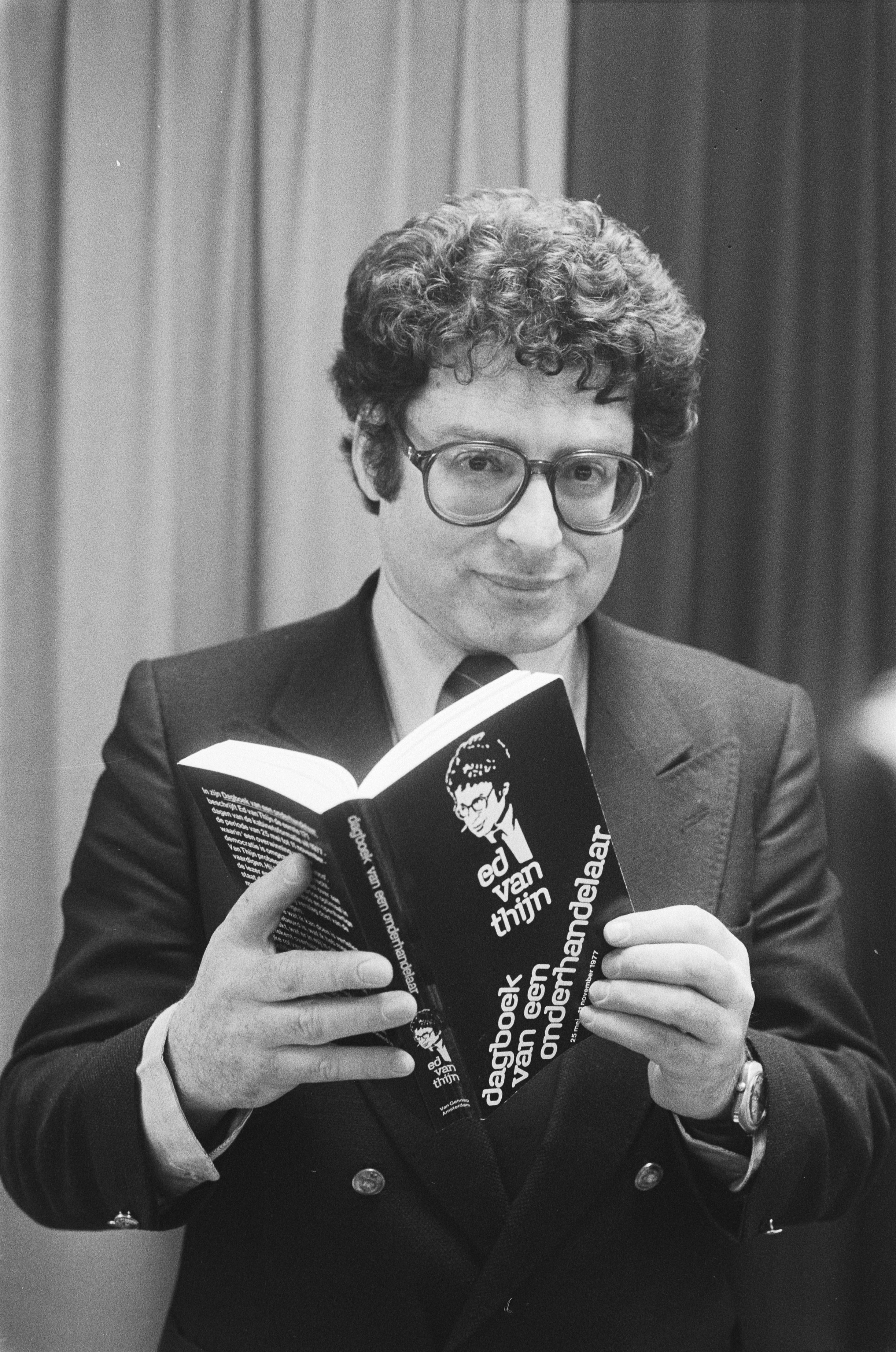
Ed van Thijn presenteert op 16 februari 1978 zijn "Dagboek van een onderhandelaar", een verslag van zijn werk als onderhandelaar voor de PvdA bij de kabinetsformatie van 1977.

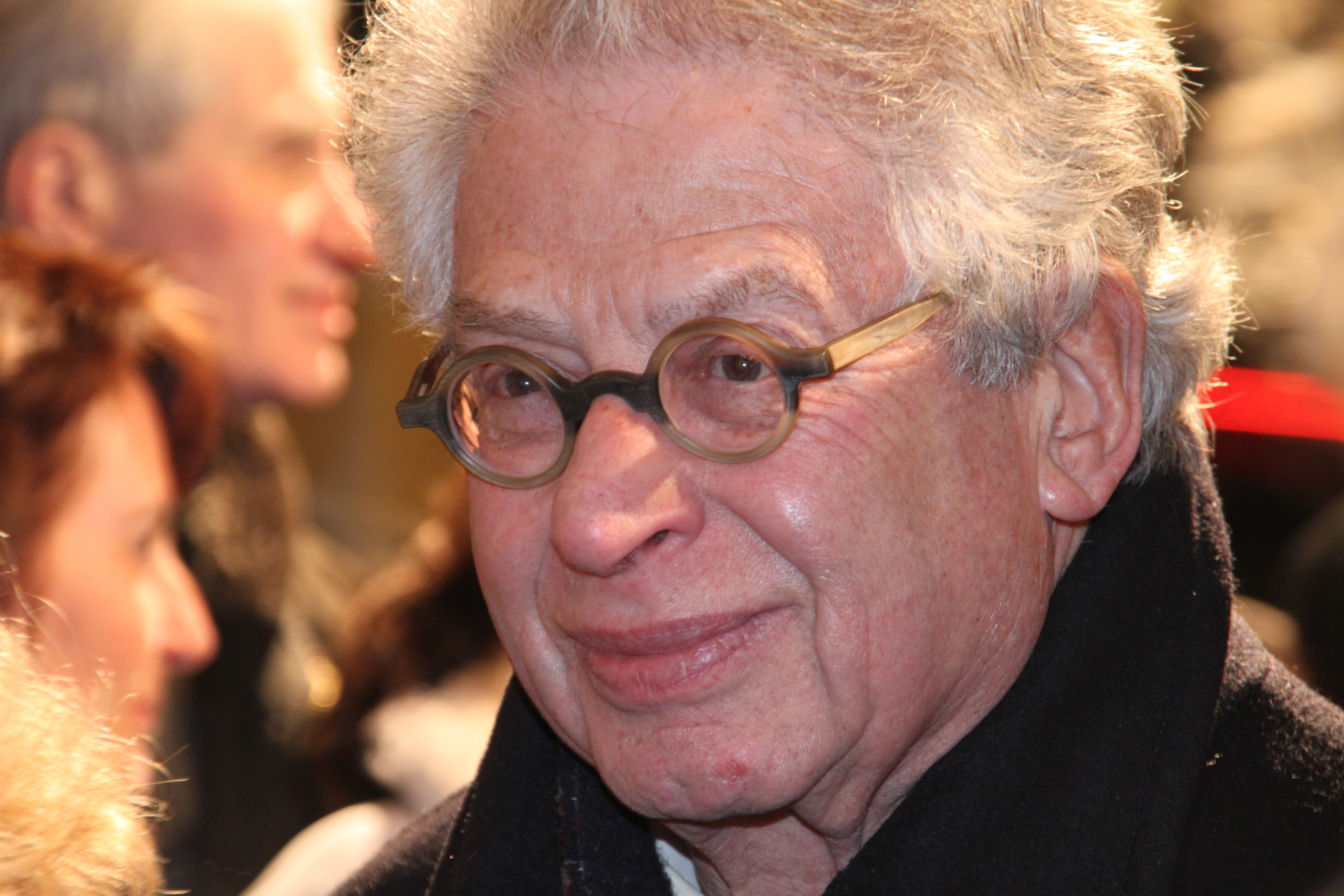
Van Thijn in 2010

- Dagboek van een onderhandelaar. 25 mei - 11 november 1977, over de langdurige, maar mislukte coalitiebesprekingen met betrekking tot het beoogde kabinet Den Uyl II; 1978, Uitgeverij Van Gennep, ISBN 9789060123751 (Volledige weergave via website Digitale Bibliotheek voor de Nederlandse Letteren)
- De dorpelingen van Innocento, misdaadroman - samen met Peter Brusse); 1981, Uitgeverij Conserve, ISBN 9789060124901
- De PvdA geprovoceerd (1960-1970), in: J. Bank en S. Temming, "Van brede visie tot smalle marge. Acht prominenten over de SDAP en de PvdA"; 1981, Sijthoff, ISBN 9021824965
- Democratie als hartstocht, commentaren en pleidooien 1966-1991; 1991, Uitgeverij Van Gennep, ISBN 9789060128824
- Retour Den Haag, dagboek van een minister; 1994, Uitgeverij Van Gennep, ISBN 9789055150236
- Nog één nacht slapen, over een koffertje met herinneringen; 1995, ISBN 9789061684404
- Stemmingen in Sarajevo, dagboek van een waarnemer; 1997, Uitgeverij Van Gennep, ISBN 9789055151493
- Politiek en Bureaucratie, Baas Boven Baas, oratie Universiteit van Amsterdam; 1997, Uitgeverij Wiardi Beckman Stichting & Van Gennep, ISBN
- De Sorry-democratie; 1998, Uitgeverij Van Gennep, ISBN 9789055152094
- Het Verhaal, autobiografie; 1999, Uitgeverij Meulenhoff, ISBN 9789046130346
- Publieke zaken, essays over politiek en bestuur; 2001, Uitgeverij Meulenhoff, ISBN 9789029070225
- BM, herinneringen, anekdotes en overpeinzingen aan burgemeestersfunctie Amsterdam; 2003, Uitgeverij Augustus, ISBN 9789045701714
- 18 adressen, oorlogservaringen; 2004, Uitgeverij Augustus, ISBN 9789045700830
- Judica/Judy, over de speurtocht naar zijn pleegmoeder; 2006, Uitgeverij Augustus, ISBN 9789045700762
- Kroonprinsenleed, over machtswisselingen in de politiek; 2008, Uitgeverij Augustus, ISBN 9789045701875
- Het verhaal en daarna, autobiografische verhalen; 2009, Uitgeverij Augustus, ISBN 9789045702544
- De formatie, over achtergronden van kabinetsformaties; 2010, Uitgeverij Augustus, ISBN 9789045704388
- Blessuretijd: Dilemma's van een joods politicus; 2012, Uitgeverij Atlas Contact, ISBN 9789045022055

## Trivia
In de periode dat Van Thijn burgemeester van Amsterdam was, werd hij in het populaire satirisch programma Keek op de week geregeld gepersifleerd door Kees van Kooten, vooral in verband met het streven van Amsterdam de Olympische Spelen van 1992 binnen te halen.

## Biografie
- Willem van Bennekom, Ed van Thijn: leven als opdracht, Boom uitgeverij, 2018, ISBN 9789024422432